# Trichogramma sugonjaevi
Trichogramma sugonjaevi är en stekelart som beskrevs av Sorokina 1984. Trichogramma sugonjaevi ingår i släktet Trichogramma och familjen hårstrimsteklar.
Artens utbredningsområde är Uzbekistan. Inga underarter finns listade i Catalogue of Life.